# Vakarelska Planina
Vakarelska Planina (bulgariska: Вакарелска Планина) är en bergskedja i Bulgarien. Den ligger i regionen Sofijska oblast, i den västra delen av landet, 40 km öster om huvudstaden Sofia.
I omgivningarna runt Vakarelska Planina växer i huvudsak lövfällande lövskog. Runt Vakarelska Planina är det ganska glesbefolkat, med 31 invånare per kvadratkilometer.